# Квінт Фабій Максим Веррукоз
Квінт Фа́бій Макси́м Верруко́з Кункта́тор Ові́кула (лат. Quintus Fabius Maximus; 280 до н. е. — 203 до н. е.) — видатний політичний та військовий діяч Римської республіки, герой Другої Пунічної війни, консул 233, 228, 214 та 209 років до н. е. Прізвисько «Веррукоз» дано внаслідок бородавки на губі, «Кунктатор» — «Повільний» — за спосіб ведення військових дій, «Овікула» — «вівця» — за м'яку та спокійну вдачу.

## Життєпис

### Початок кар'єри
Походив з патриціанського роду Фабіїв. Син Квінта Фабія Максима Гурга, консула 265 року до н. е. Отримав гарну та різнобічну освіту, добре знав військову історію.
У 265 році його було прийнято до колегії авгурів. У 237 році був військовим трибуном та квестором, у 235 році до н. е. став курульним еділом.
Фабія Максима було обрано консулом на 233 рік до н. е.; був призначений на урядування провінцією Лігурія. Успішно воював з лігурами, відкинувши їх у гори й припинивши напади на територію Римської республіки. Отримав тріумф та побудував храм Честі на знак перемоги. Цього ж року був з дипломатичним дорученням сенату в Карфагені. Сенат підозрював цю державу у провокуванні сардів та лігурів на війну з Римом. Квінт Фабій передав карфагенянам спис та кадуцей як знаки війни та миру з пропозицією обирати, останні ж передали право вибору римлянам. Сенат при активній діяльності Фабія Максима обрав мир.
У 230 році до н. е. Фабій став цензором. У 228 році — другий раз його обрано консулом. У 222 році був призначений інтеррексом для обрання вищих магістратів. Втім під час виборів було вирішено не обирати консулів, а призначити диктатора. Ним став Квінт Фабій Максим Веррукоз. Йому в завдання поставлено проведення коміцій. Проте незабаром він зрікся цієї посади з огляду на лихе знамення під час жертвоприношення.

### Війна з Карфагеном

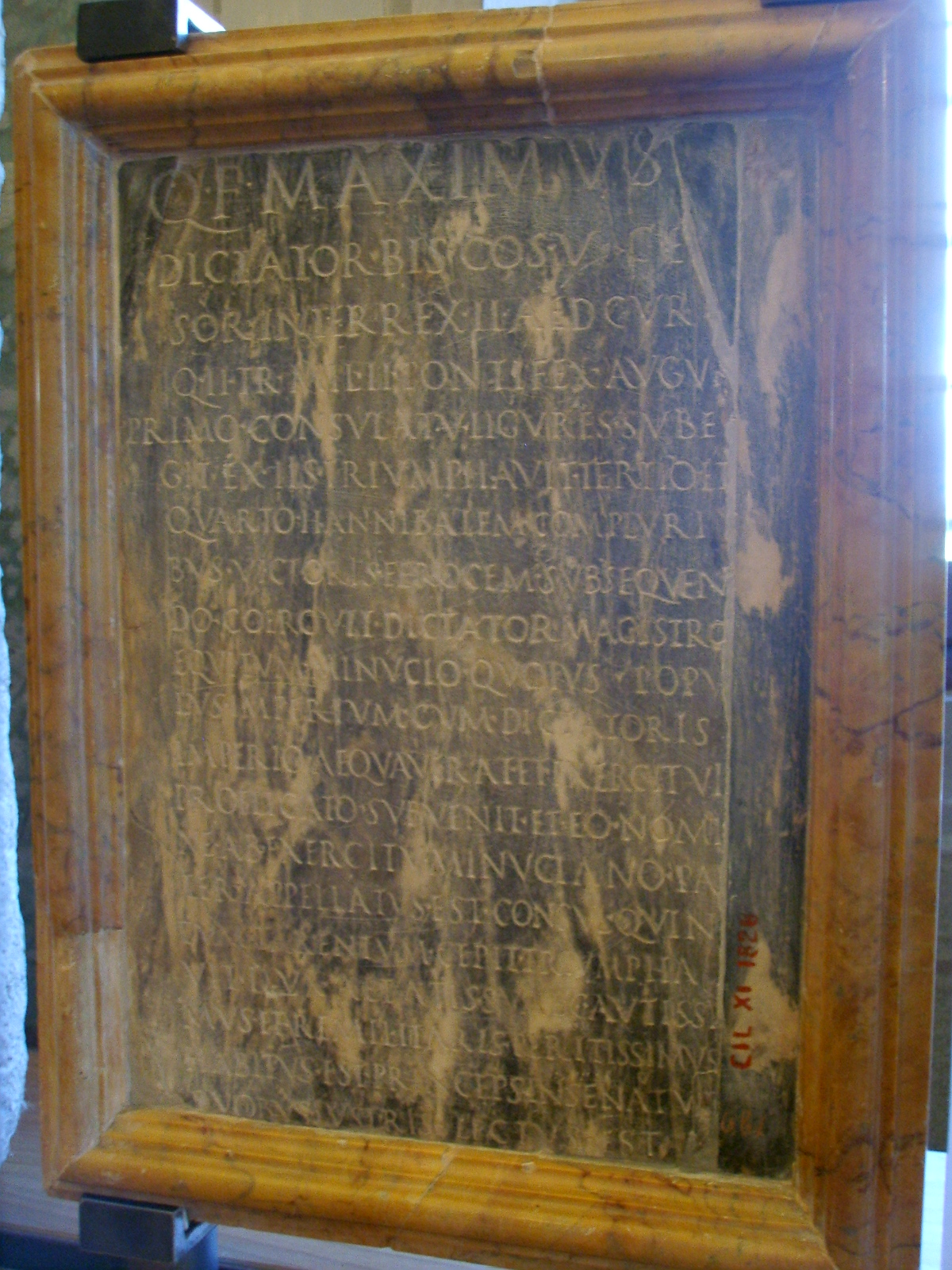
Елогій Квінта Фабія Максима Веррукоза

Після нападу в 219 році до н. е. Ганнібала Барки на іспанське місто Сагунт — союзника Риму, Фабій запропонував спрямувати посольство до Карфагену для перемовин. Під час перемовин у Карфагені на чолі із Веррукозом сторони не дійшли згоди й Фабій оголосив карфагенянам війну з огляду на те, що однією з умов римлян було видача їм Ганнібала як відповідального за зруйнування Сагунта. Після цього Квінт Фабій разом з римськими послами рушив до північної Іспанії, щоб домовитися з іберійськими племенами зашкодити проходженню армії Ганнібала. Проте Фабію вдалось укласти угоду лише з іберами-баргусіями, інші відмовили римлянам. Така ж сама невдача мала місце і в південній Галлії, де Фабій вів перемовини з місцевими племенами. Лише в Масілії (сучасний Марсель) Квінту Фабію вдалося укласти оборонний союз. Після цього він повернувся до Риму.
Після поразки Гая Фламінія при Тразименському озері у 217 році до н. е. народні збори без згоди Сенату (в порушення процедури) призначили Фабія Максима диктатором, а його начальником кінноти Марка Мінуція Руфа. Після свого призначення Фабій зміцнив місто Рим, провів грошову реформу, необхідні релігійні заходи, зібрав війська (мобілізував ще 2 легіони), а після цього попрямував проти карфагенян. Поблизу Орікула він об'єднався з 2 легіонами на чолі із Гаєм Сервілієм Геміном, а інші легіони підійшли до Тібура. Фабій наказав мешканцям місцевостей, де мав пройти Ганнібал, відступати в укріплені фортеці, врожай, який не встигли зібрати, знищити, аби він не дістався карфагенянам. Геміну наказав їхати до Остії й охороняти італійське узбережжя. Сам Фабій через Тібур (сьогодні — Тіволі), Пренесте, Арпи рушив до Самніуму. Він обрав незвичайну на той час тактику — не вступав у бій з ворогом, поступово послаблюючи Ганнібала. У долині між Калами та Волтурном, внаслідок помилок провідників, Ганнібал потрапив в оточення військ Фабія Максима. Проте завдяки військовій хитрості Ганнібалу вдалося вирватися з оточення. Втім завдяки Фабію карфагенський військовик втратив стратегічну ініціативу, все більше його військо потерпало через нестачу харчів.
Втім пасивні військові дії викликали незадоволення у Римі. Серед народу та війська почалося збурення. Зрештою за законом народного трибуна Марка Метілія було урівняно в правах Фабія та Мінуція Руфа, його начальника кінноти. До того й після такого не бувало. Фактично з'явилося два диктатори. Кожен з них отримав по 2 легіони. Незабаром Мінуцій потрапив у пастку Ганнібала, й тільки своєчасна допомога Фабія допомогла врятувати римські війська. З огляду на це Мінуцій зрікся своїх прав й став знову підпорядковуватися Фабію Максиму. За спасіння легіонів Мінуція Фабій отримав від сенату трав'яний вінок.
Після зречення диктаторських повноважень Фабій і далі відігравав активну роль у сенаті. Після поразки під Каннами у 216 році до н. е. він ужив заходів для зміцнення оборони Риму та організації тризни. У цьому ж році Фабій став членом колегії понтифіків. За дорученням сенату освятив храм Венери Ерицінської — для цього отримав посаду дуумвіра.
У 215 році до н. е. новим консулом було обрано Луція Постумія Альбіна, але він помер не встигнувши приступити до обов'язків. На його місце було обрано Марка Клавдія Марцелл. Колегія авгурів на чолі із Фабієм визнала вибори недійсними на основі лихих ознак, викликаних обранням консулами двох плебеїв. На повторних виборах консулом-суффектом став сам Фабій Максим. Військові дії він розпочав в Кампанії проти Ганнібала. Тут захопив міста, що підтримували карфагенян — Требулу, Австікулу, Луцерію, спустошив поля біля Капуї, союзника карфагенян, та зміцнив Путеоли.
Проводячи вибори консулів на 214 рік до н. е. Фабій відмінив результати голосування, вказуючи на нездатність обраних Тіта Отацилія та Марка Емілія Регілла й домігся свого переобрання на посаду консула. Він набрав 6 нових легіонів, наказав побудувати 100 нових військових кораблів, провів вибори цензорів. Після цього рушив на південь Італії. Він провів успішну військову кампанію в Самніумі (сплюндрував міста Компультерія, Телесія, Фріуфули, Орбітія, Компси), Апулії (захопив місто Екл) та Луканії (зруйнував містечко Бланди), захопивши важливе місто Касілін. Тоді ж забезпечив обрання консулом 213 року до н. е. свого сина Квінта Фабія Максима.
У кампанії 213 року до н. е. Фабій Максим Веррукоз був легатом при своєму синові. Він мав вирішальне слово під час військових нарад, активно вів перемовини з усіма, хто раніше перебіг на бік Ганнібала, щоб підірвати у карфагенян міць в Італії.
Коли у 211 році до н. е. Ганнібал почав наступ на Рим, саме Фабій домігся продовження облоги Капуї, незважаючи на дії супротивника. У 209 році до н. е. Фабій Максим став знову консулом й провів вибори цензорів. Один з яких — Публій Семпроній Тудітан — записав Фабія принцепсом сенату. Цього ж року завдяки зраді захопив у карфагенян Тарент та 83 тисячі фунтів золота. Щоб ніхто не оголосив про те, якими чином він здобув перемогу, Фабій наказав перебити усіх бруттійців міста та 30 тисяч жителів Тарента продати у рабство. Після цього Фабій відсвяткував тріумф.
У 208 році до н. е. став другий раз інтеррексом, під час виконання обов'язків якого зумів замирити консулів Гая Клавдія Нерона та Марка Лівія Салінатора. В останні роки Другої Пунічної війни Фабій намагався завадити росту популярності Сципіона Африканського, проте марно. У 205 році до н. е. виступаючи у сенаті Фабій Максим противився перенесенню бойових дій до Африки, а у 204 році до н. е. вимагав покарати Сципіона за зловживання його легата Квінта Племінія у місті Локри. Але Фабія ніхто не підтримав. Тим не менш у 204 році до н. е. Фабій Максим Веррукоз знову став принцепсом сенату. Цього ж року він підтримав Закон Цинція, який забороняв отримувати захисникам у суді винагороду.

## Родина
Діти:
- Квінт Фабій Максим, консул 231 року до н.е.